# ドクターズ〜恋する気持ち〜
『ドクターズ～恋する気持ち～』（ドクターズ こいするきもち、原題：닥터스）は、2016年6月20日から2016年8月23日に韓国のSBSで放送されたテレビドラマ。主演はパク・シネとキム・レウォン。共演はイ・ソンギョンとユン・ギュンサン。
ハン・ジョンファンが企画し、ハ・ミョンヒが脚本を書き、オ・チュンファンとパク・スジンが演出した、病院を舞台とする恋愛劇で、毎週月曜日と火曜日の22時から約1時間のSBS月火ドラマ枠で20回放送された。元医師の男性高校教師と喧嘩が強い女子転校生が出会い、医師として再会する二人をめぐる恋愛と舞台の病院にかかわる話を描く。
日本では、テレビ東京のアジアドラマ枠「韓流プレミア」で2017年9月22日より、BS-TBSでも同年12月21日より、それぞれ放送された。

## 登場人物

### 主要人物
ユ・ヘジョン
演 - パク・シネ、日本語吹替 - 高橋美佳子
神経外科フェロー。ジホンの元生徒。
ホン・ジホン
演 - キム・レウォン、日本語吹替 - 高橋広樹
神経外科教授。元高校教師。
チョン・ユンド
演 - ユン・ギュンサン、日本語吹替 - 水越健
神経外科スタッフ。ジョンスグループ長男。
チン・ソウ
演 - イ・ソンギョン、日本語吹替 - 矢尾幸子
神経外科フェロー。ヘジョンの同級生。

### ヘジョンの周辺人物
カン・マルスン
演 - キム・ヨンエ
ヘジョンの祖母。
ユ・ミンホ
演 - チョン・ヘギュン
ヘジョンの父親。
ユ・ユナ
演 - ハン・ボベ
ヘジョンの異母妹。
キム・スチョル
演 - ジス
ヘジョンの友人。
チョン・スニ
演 - ムン・ジイン
ヘジョンの友人。校長の娘。

### ジホンの周辺人物
ホン・ドゥシク
演 - イ・ホジェ
ジホンの養父。病院理事長。

### ソウの周辺人物
チン・ソンジョン
演 - チョン・グクファン
ソウの祖父。病院副理事長。
チン・ミョンフン
演 - オム・ヒョソプ
ソウの父親。病院長。
ユン・ジヨン
演 - ユン・ヘヨン
ソウの母親。

### カメオ出演
- イ・ギウ：やくざの若親分。
- ハン・ヘジン：事故で言葉が話せない患者
- ナムグン・ミン：２児がともに脳障害患者、お金に困っている父親
- イ・サンヨプ：妊娠中の妻が事故で脳死する夫